# Zachary Levi
Zachary Levi, rozený jako Zachary Levi Pugh, (* 29. září 1980, Lake Charles, Louisiana, USA) je americký televizní herec známý ze seriálů Chuck jako Chuck Bartowski a Less than Perfect jako Kipp Steadman.

## Biografie

### Mládí
Narodil se v Lake Charles v Louisianě jako prostřední dítě mezi dvěma sestrami. Vyrůstal na různých místech v zemi. Nakonec se trvale usadil ve městě Ventura v Kalifornii. S hraním začal v regionální produkci ve svých šesti letech účinkujíce v hlavních rolích jako Grease, The Outsiders, Oliver, Čaroděj ze země Oz a Big River.

### Herecká kariéra
Začínal ve vedlejší roli televizního filmu stanice FX Machr - zpověď univerzitního bookmakera. Hrál roli Kipp Steadmana ABC sitcomu Less Than Perfect. Ztvárnil také potenciálního přítele postavy Charismy Carpenter, Jane, v ABC rodinném televizním filmu Jane má schůzku.
Hlavní roli získal v seriálu NBC, Chuck.
V létě 2008 byl v magazínu Entertainment Weekly označen jako jeden z třiceti nejdůležitějších lidí pod třicet.

## Filmografie
| Rok  | Název                                                | Role                                    | Poznámky               |
| ---- | ---------------------------------------------------- | --------------------------------------- | ---------------------- |
| 2005 | Reel Guerrillas                                      | Evon Schwarz                            | krátkometrážní film    |
| 2006 | Agent v sukni 2                                      | Kevin                                   |                        |
| 2007 | Temné stíny                                          | Berkeley                                | také výkonný producent |
| 2007 | Ctrl Z                                               | Ben Pillar                              | krátkometrážní film    |
| 2008 | Wyattovy párky                                       | Ben                                     |                        |
| 2008 | The Tiffany Problem                                  | Zac                                     | krátkometrážní film    |
| 2008 | An American Carol                                    | technik                                 |                        |
| 2008 | Shades of Ray                                        | Ray Rehman                              |                        |
| 2009 | Stuntmen                                             | Troy Ratowski                           |                        |
| 2009 | Alvin a Chipmunkové 2                                | Toby Seville                            |                        |
| 2010 | Byron Phillips: Found                                | Byron Phillips                          | krátkometrážní film    |
| 2010 | Na vlásku                                            | Flynn Rider / Eugene Fitzherbert (hlas) |                        |
| 2010 | Under the Boardwalk: The Monopoly Story              | vypravěč                                |                        |
| 2011 | No Rest For the Wicked: Moebius and Basil Adventures | Moebius                                 | krátkometrážní film    |
| 2012 | Na vlásku šťastně až navěky                          | Flynn Rider / Eugene Fitzherbert (hlas) | krátkometrážní film    |
| 2012 | Defeat the Label                                     | Sám sebe                                | krátkometrážní film    |
| 2013 | Thor: Temný svět                                     | Fandral                                 |                        |
| 2017 | Thor: Ragnarok                                       | Fandral                                 |                        |
| 2017 | Šťastná hvězda                                       | Svatý Josef (hlas)                      |                        |
| 2018 | Office Uprising                                      | Adam Nusbaum                            |                        |
| 2018 | Blood Fest                                           | sám sebe                                |                        |
| 2019 | Shazam!                                              | Billy Batson / Shazam (dospělý)         |                        |
| 2021 | Mauritánec: Deník z Guantánama                       | Neil Buckland                           |                        |
| 2021 | American Underdog                                    | Kurt Warner                             |                        |
| 2022 | The Unbreakable Boy                                  | LaRette                                 |                        |
| 2022 | Apollo 10 1/2: Dítě kosmického věku                  | Různé hlasy                             |                        |
| 2022 | Shazam! Hněv bohů                                    | Billy Batson/Shazam                     |                        |
| 2023 | Slepičí úlet: Zrození nuget                          | Rocky (hlas)                            |                        |
| 2023 | Harold a kouzelná pastelka                           | Harold                                  |                        |

| Rok       | Název                                    | Role                                    | Poznámky                          |
| --------- | ---------------------------------------- | --------------------------------------- | --------------------------------- |
| 2001      | Untitled Sisqo Project                   |                                         | neprodaný televizní pilot         |
| 2002      | Big Shot: Confessions of a Campus Bookie | Adam                                    | TV film                           |
| 2002–06   | Less than Perfect                        | Kipp Steadman                           | 81 dílů                           |
| 2003      | See Jane Date                            | Grant Asher                             | TV film                           |
| 2004      | Strážkyně zákona                         | Todd                                    | 2 díly                            |
| 2004      | Larry, kroť se                           | Bellman                                 | díl: „Opening Night“              |
| 2005      | Brody & Friends                          | Zac                                     | díl: „The Hollywood Lifestyle“    |
| 2006      | Worst Week of My Life                    | Nick                                    | neprodaný pilotní díl             |
| 2007      | Imperfect Union                          | Clark                                   | TV film                           |
| 2007–12   | Chuck                                    | Chuck Bartowski                         | 91 dílů                           |
| 2011      | Team Unicorn                             | Mladý milenec                           | díl: „Alien Beach Crashers“       |
| 2011      | Spike Video Game Awards                  | Moderátor                               | také producent                    |
| 2011      | Vietnam in HD                            | Karl Marlantes (hlas)                   | 6 dílů                            |
| 2012      | 4 Points                                 | Sám sebe                                | díl: „Zachary Levi“               |
| 2012      | Robot Chicken                            | různé hlasy                             | díl: „Poisoned by Relatives“      |
| 2013      | Nezapomeň na lásku                       | Gus                                     | TV film                           |
| 2014–15   | Hollywood Game Night                     | Sám sebe                                | 2 díly                            |
| 2015      | Hrdinové: Znovuzrození                   | Luke Collins                            | 13 dílů                           |
| 2015      | Geeks Who Drink                          | Moderátor                               | 12 dílů, také výkonný producent   |
| 2015      | Telenovela                               | James McMahon                           | 5 dílů                            |
| 2016      | The $100,000 Pyramid                     | Sám sebe                                | díl: „Zachary Levi vs. Teri Polo“ |
| 2017      | Tangled: Before Ever After               | Flynn Rider / Eugene Fitzherbert (hlas) | TV film                           |
| 2017–2020 | Na vlásku: Seriál                        | Flynn Rider / Eugene Fitzherbert (hlas) | hlavní role                       |
| 2017      | Alias Grace                              | Jeremiah Pontelli                       | limitovaný seriál, 5 dílů         |
| 2017      | Psych: The Movie                         | Thin White Duke                         | TV film                           |
| 2018–2019 | Úžasná paní Maiselová                    | Dr. Benjamin Ettenberg                  | vedlejší role (2. řada), 8 dílů   |
| 2022      | Griffinovi                               | Seymour (hlas)                          | díl: „Hard Boiled Meg“            |

| Rok       | Název                  | Role          | Poznámky                    |
| --------- | ---------------------- | ------------- | --------------------------- |
| 2011–2016 | NerdHQ                 | Moderátor     | San Diego Comic Con speciál |
| 2012      | Video Game High School | Ace           | 3 díly                      |
| 2013      | Tiny Commando          | Tiny Commando | 7 dílů                      |
| 2019      | Good Mythical Morning  | Sám sebe      | 1 díl                       |

| Rok  | Název                  | Role                       |
| ---- | ---------------------- | -------------------------- |
| 2010 | Halo: Reach            | Trooper 4                  |
| 2010 | Fallout: New Vegas     | Arcade Gannon              |
| 2013 | Tomb Raider            | Sám sebe                   |
| 2018 | Lego DC Super-Villains | Billy Batson/Shazam (hlas) |
| 2019 | Kingdom Hearts III     | Flynn Rider                |
| 2020 | Grounded               | Wendell (hlas)             |

| Rok       | Název        | Role         | Místo                             |
| --------- | ------------ | ------------ | --------------------------------- |
| 2013–2014 | First Date   | Aaron        | Longacre Theatre                  |
| 2016      | She Loves Me | Georg Nowack | Studio 54                         |
| 2016      |              | Jules        | Koncert New York City Center Gala |